# Ophiomyia tovarensis
Ophiomyia tovarensis är en tvåvingeart som beskrevs av Spencer 1973. Ophiomyia tovarensis ingår i släktet Ophiomyia och familjen minerarflugor.
Artens utbredningsområde är Venezuela. Inga underarter finns listade i Catalogue of Life.